# Mátyás Eörsi
Mátyás Eörsi (ur. 24 listopada 1954 w Budapeszcie) – węgierski polityk i prawnik, poseł do Zgromadzenia Narodowego, eurodeputowany V kadencji.

## Życiorys
W 1979 ukończył studia prawnicze na Uniwersytecie im. Loránda Eötvösa w Budapeszcie. Pracował jako prawnik w przedsiębiorstwie handlowym, w 1987 założył prywatną kancelarię prawniczą.
W 1988 był wśród założycieli Związku Wolnych Demokratów. W 1990 po raz pierwszy został wybrany do Zgromadzenia Narodowego. Z powodzeniem ubiegał się o reelekcję w wyborach w 1994, 1998, 2002 i 2006, sprawując mandat deputowanego do 2010. W latach 1997–1998 pełnił obowiązki sekretarza stanu w ministerstwie spraw zagranicznych. Od 2003 był obserwatorem w Parlamencie Europejskim V kadencji, a od maja do lipca 2004 pełnił funkcję europosła. Przez kilkanaście lat reprezentował krajowy parlament w Zgromadzeniu Parlamentarnym Rady Europy. Był wiceprzewodniczącym Międzynarodówki Liberalnej i przewodniczącym frakcji liberalnej w ZPRE, w 2008 został wysunięty jako kandydat na sekretarza generalnego Rady Europy.
Po odejściu z parlamentu pracował dla organizacji pozarządowych zajmujących się rozwojem demokracji (w tym dla NDI), przebywał m.in. w Jordanii, Libii i Egipcie. Później zatrudniony w stałym sekretariacie Wspólnoty Demokracji w Warszawie jako dyrektor działu administracyjnego, finansów i zasobów ludzkich. W 2012 dołączył do Koalicji Demokratycznej.

## Odznaczenia
- Order Zwycięstwa Świętego Jerzego – Gruzja, 2011[7]